# Шахта
Ша́хта (от нем. Schacht) — промышленное предприятие, осуществляющее добычу полезных ископаемых с помощью системы подземных горных выработок.

## Описание
Традиционно шахтой называется предприятие по подземной добыче каменного угля или горючих сланцев, в России существуют шахты для подземной добычи тяжёлой нефти (Ярега). При добыче подземным способом руды шахту называют рудни́к (в шахтёрских регионах распространено произношение с ударением на первый слог — ру́дник).
Шахта включает наземные сооружения: копры, надшахтные здания, главные вентиляторные установки, дробильно-сортировочные фабрики, склады и совокупность подземных горных выработок, предназначенных для разработки месторождения в пределах шахтного поля.
Шахта — механизированное и автоматизированное предприятие, оснащенное производительными машинами и механизмами для добычи и транспортировки полезного ископаемого, проведения горных выработок, водоотлива и вентиляции. Срок службы шахт, отрабатывающих мощные месторождения, достигает 50—70 лет и более.
Глубина отдельных шахт по добыче золота и алмазов достигает 4 километров.
Для проветривания шахт и снижения запылённости используется вентиляция.
В равнинной местности чаще всего вскрытие производится вертикальными стволами, реже — наклонными, от которых на разных горизонтах (этажах) проводятся квершлаги до встречи с залежью ископаемого. В гористой местности основные вскрывающие выработки — штольни. Иногда неосведомленные люди ствол или штольню называют собственно шахтой.
После выработки больших объёмов породы, существует опасность оседания, провалов почвы и грунта в данном районе. Этот процесс часто бывает внезапным, его трудно предсказывать.

## Интересные факты
Самые глубокие шахты мира находятся в ЮАР: 
- «Мпоненг» — глубина около 4000 м.
- «Тау-Тона»[англ.], «Витватерсранд» — глубина около 3900 м[3].

Шахтёрам приходится работать в экстремальных условиях. Жара доходит до 60 °C, и на такой глубине постоянно существует опасность прорыва воды и взрывов. В этих шахтах добывают золото.
Самые глубокие шахты СНГ
- Россия: 
  - рудник «Скалистый» (Норильск) (проектная глубина достигнута в сентябре 2018 года: 2056 м[4]; самый глубокий рудник Евразии[5])
  - шахта «Черёмуховская-Глубокая» (Североуральск) (в эксплуатации с апреля 2015 года, глубина 1550 м[6])
  - рудник «Таймырский» (Норильск) (в эксплуатации с 1982 года, глубина 1532 м[7])
  - «Гайский ГОК» (Гай) (в июле 2019 года завершён монтаж подъёмного оборудования, предназначенного для выдачи горной массы с отметки 1310 м[8])
  - шахта «Ново-Кальинская» (Североуральск) (в эксплуатации с июля 2005 года, скиповой ствол 1198 м, вспомогательный ствол 1243 м[9])
  - шахта «Комсомольская» (Воркута) (самая глубокая угольная шахта России, 1100 м[10][11])

- Украина: 
  - «Казацкая» (Кривой Рог) (на 2012 год шахтостроители 5 участка ОКСа вели работы по углублению шахтного ствола на отметке 1615 метра)
  - «Родина» (Кривой Рог) (на 2010 год шахтостроители 26 участка ОКСа вели работы по углублению шахтного ствола на отметке 1522 метра)
  - «Шахтёрская — Глубокая»[укр.] (Шахтёрск) (1410 м[12][13])
  - им. А. А. Скочинского (Донецк) (1350 м[14])
  - им. В. М. Бажанова[укр.] (Макеевка) (1322 м[15])
  - «Прогресс» (Чистяково, бывш. Торез) (1300 м)
  - «Капитальная»[укр.] «Капитальная» (Мирноград, бывш. Димитров) (1240 м)

Самые крупные шахты
- Белоруссия: 4РУ ОАО «Беларуськалий» (г. Солигорск, проектная мощность более 16 млн тонн/год).
- Россия: «Распадская» (фактическая добыча 8 млн тонн в год).
- Украина: «Гигант-Глубокая» (проектная мощность 7,4 млн тонн в год), «Красноармейская-Западная № 1» (проектная мощность 2,2 млн тонн в год, фактическая — свыше 6 млн тонн в год).

Самые старые шахты мира
- Самой старой шахтой считается рудник Нгвеня (англ. Ngwenya Mine), расположенный вблизи от северо-западной границы Эсватини.

Самые интересные шахты-музеи
- соляная шахта «Величка» (Краков, Польша)
- угольная шахта «Гвидо»[пол.] с тремя уровнями для посетителей музея: 170, 320, 355 метров[16] (Забже, Польша)

## В геральдике
Рудокопная шахта — негеральдическая фигура, символизирующая отношение к горнодобывающей промышленности. Изображается в виде положенного в сруб колодца с воротом. Используется в гербах Екатеринбурга 1783 и 1998 годов утверждения.